# Agents of Anarchy
Agents of Anarchy es un álbum recopilatorio de la banda británica de punk rock Sex Pistols, publicada en noviembre de 2007 a través de Landmark Records. 

## Lista de canciones

### Disco uno
1. "Submission" – 4:31
2. "Did You No Wrong" – 3:24
3. "Whatcha Gonna Do About It" – 4:25
4. "Feedback" – 1:35
5. "New York" – 3:56
6. "Substitute" – 3:22
7. "Liar" – 3:27
8. "No Lip" – 3:23
9. "Anarchy in the U.K." (Dave Goodman's Disco Mix) – 3:51
10. "The Last Interview" – 23:39

### Disco dos
1. "Pretty Vacant" – 3:00
2. "No Feelings" – 2:53
3. "I Wanna Be Me" – 3:12
4. "I'm a Lazy Sod" – 2:09
5. "Submission" – 4:16
6. "C'mon Everybody" – 1:56
7. "Search & Destroy" – 3:05
8. "Anarchy in the U.K." – 4:09
9. "Satellite" – 4:07
10. "No Lip" – 3:18
11. "God Save the Queen" – 3:42
12. "My Way" – 2:56
13. "Bill Grundy Interview" – 1:35

## Personnel
- Johnny Rotten – voz principal
- Steve Jones – guitarra, bajo, coros
- Paul Cook – batería
- Glen Matlock – bajo, coros
- Sid Vicious – bajo, voz

- Datos: Q516127